# Вартський статут

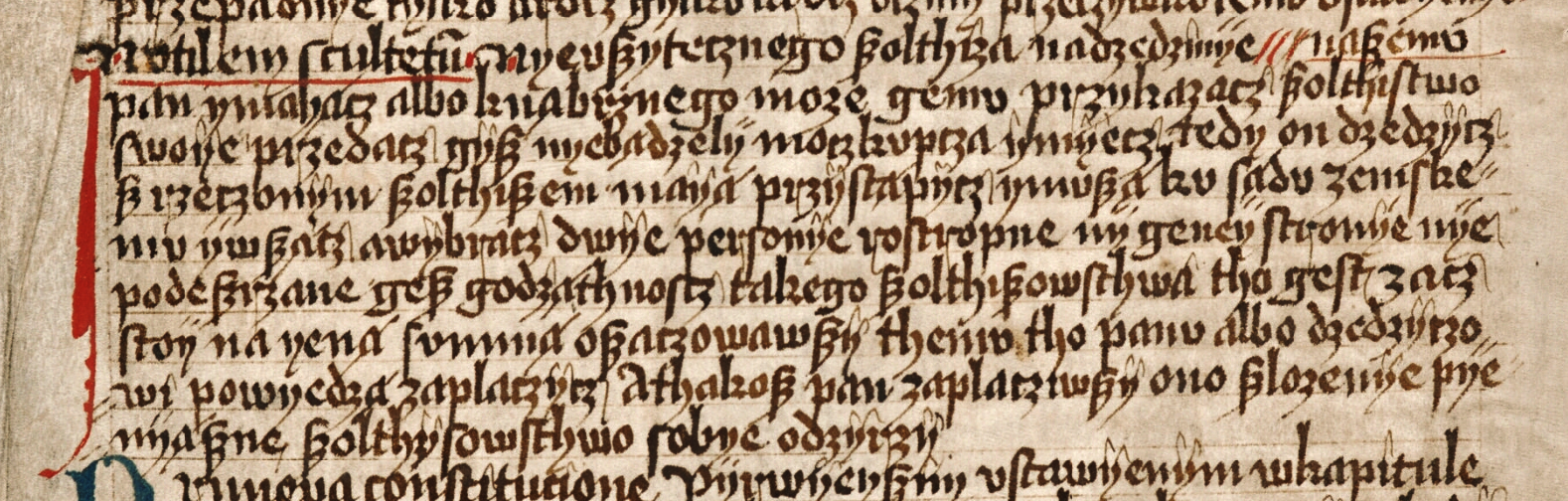
Статут Вартського статуту 1423 р. про марного сільського старосту, рукопис польською мовою в Кодексі Свєнтослава Войцешинського 1449 р.

Вартський статут — правовий акт, виданий Владиславом ІІ Ягайлом 28 жовтня 1423 року на вальному сеймі у Варті.
Вартський статут був ще одним законом, який впливав на економіку того часу і створював правову основу для захоплення господарств солтисів і більших селян на основі викупу за ціною, визначеною шляхтичем (феодалом), часто внаслідок повне або часткове знищення. Це було відображенням настроїв часів Казимира III Великого, коли шляхта несприйнятливо ставилася до багатих, раніше вільних сільських старост і селян. Положення дозволяло шляхті ліквідовувати солтицтва на землях, наданих їй правителями Польщі, що становили центральну владу. Набуті таким чином землі були об'єднані у великі поміщицькі господарства. Функціонування шляхетських маєтків ґрунтувалося на примусовій оплачуваній праці — так званій панщині, тому їхня економічна ефективність була нижчою, ніж у солецтва, незважаючи на те, що маєтки приносили шляхті великі прибутки. Водночас Варварський статут обмежував право селян на вихід із села, що мало на меті запобігти їхній міграції. Однак ця заборона не зупинила значну частину повсталих селян і міщан від втечі на схід, де вони часто поповнювали ряди козацьких громад.
Статут зобов'язував воєвод контролювати міри і ваги в містах, встановлювати ціни на ремісничі вироби.
Статут Варти використовувався до XVI століття, і його положення про встановлення цін було скопійоване в інших статутах — Нешавському статуті 1454 року та Пьотркувському статуті 1496 року. Ці правила діяли до перших поділів.
Інші права та наслідки, що випливають із статуту:
- право усунути непокірних сільських голів;
- ще більше обмежив судову владу старост (вони мали судити лише злочини, включаючи зґвалтування, грабіж, підпал і вторгнення в житло);
- надавав більші повноваження воєводам у визначенні мір і цін на промисли в містах (так звані воєводські податки), що обмежувало міське самоврядування;
- обмеження права виїзду селян із села;
- дозвіл створити зручні правові основи для дворянських господарств;
- обмежував розвиток міст;
- високі покарання за переховування селян, які втекли з дворянських маєтків.